# Saint-Marin aux Jeux olympiques de la jeunesse d'hiver de 2012
Saint-Marin a participé aux Jeux olympiques de la jeunesse d'hiver de 2012 à Innsbruck en Autriche du 13 au 22 janvier 2012.  L'équipe de Saint-Marin était composée d'un skieur alpin et deux officiels. Alberto Zampagna était le chef de mission.

## Résultats

### Ski alpin
Saint-Marin a qualifié un homme en ski alpin.
Homme
| Athlète             | Épreuve             | Manche 1      | Manche 2        | Total           | Rang            |
| ------------------- | ------------------- | ------------- | --------------- | --------------- | --------------- |
| Vincenzo Michelotti | Slalom hommes       | 48 s 67       | N'a pas terminé | N'a pas terminé | N'a pas terminé |
| Vincenzo Michelotti | Slalom géant hommes | 1 min 11 s 34 | 1 min 01 s 44   | 2 min 12 s 78   | 36              |